# Prix littéraire Prince Pierre
Prix littéraire Prince Pierre är ett monegaskiskt litteraturpris instiftat 1951. Det delas årligen ut till en franskspråkig författare för dennes livsverk. Priset är uppkallat efter Pierre de Polignac, far till furst Rainier III av Monaco, och delas ut av Fondation Prince Pierre.

## Mottagare
- 1951: Julien Green
- 1952: Henri Troyat
- 1953: Jean Giono
- 1954: Jules Roy
- 1955: Louise de Vilmorin
- 1956: Marcel Brion
- 1957: Hervé Bazin
- 1958: Jacques Perret
- 1959: Joseph Kessel
- 1960: Alexis Curvers
- 1961: Jean Dutourd
- 1962: Gilbert Cesbron
- 1963: Denis de Rougemont
- 1964: Christian Murciaux
- 1965: Françoise Mallet-Joris
- 1966: Maurice Druon
- 1967: Jean Cassou
- 1968: Jean Cayrol
- 1969: Eugène Ionesco
- 1970: Jean-Jacques Gautier
- 1971: Antoine Blondin
- 1972: Marguerite Yourcenar
- 1973: Paul Guth
- 1974: Félicien Marceau
- 1975: François Nourissier
- 1976: Anne Hébert
- 1977: Léopold Senghor
- 1978: Pierre Gascar
- 1979: Daniel Boulanger
- 1980: Marcel Schneider
- 1981: Jean-Louis Curtis
- 1982: Christine de Rivoyre
- 1983: Jacques Laurent
- 1984: Patrick Modiano
- 1985: Françoise Sagan
- 1986: Dominique Fernandez
- 1987: Yves Berger
- 1988: Jean Starobinski
- 1989: Béatrice Beck
- 1990: Gilles Lapouge
- 1991: Jean-Marie Rouart
- 1992: Hector Bianciotti
- 1993: Paul Guimard
- 1994: Angelo Rinaldi
- 1995: Jacques Lacarrière
- 1996: Jean Raspail
- 1997: Franz-Olivier Giesbert
- 1998: Jean-Marie Gustave Le Clézio
- 1999: Pierre Combescot
- 2000: Pascal Quignard
- 2001: Diane de Margerie
- 2002: Marie-Claire Blais
- 2003: Philippe Jaccottet
- 2004: Philippe Beaussant
- 2005: Andreï Makine
- 2006: Philippe Sollers
- 2007: Jacques-Pierre Amette
- 2008: Jérôme Garcin
- 2009: Pierre Mertens
- 2010: Dominique Bona
- 2011: Pierre Assouline
- 2012: Jean-Paul Kauffmann
- 2013: Alain Mabanckou
- 2014: Éric Neuhoff
- 2015: Chantal Thomas
- 2016: Adonis
- 2017: Michel Tremblay
- 2018: Maurizio Serra
- 2019: Linda Lê